# She Will (film)
She Will è un film del 2021 scritto e diretto da Charlotte Colbert.

## Trama
Veronica Ghent è una star del cinema in declino che ha appena subito una doppia mastectomia. Per riprendersi si reca in un lussuoso centro di riabilitazione in Scozia. Tuttavia sul posto aleggia l'antica maledizione di una strega che vi fu bruciata tre secoli prima.

## Produzione

### Riprese
She Will è stato girato ad Aviemore e Glasgow.

## Promozione
Il primo trailer del film è stato pubblicato il 7 giugno 2022.

## Distribuzione
Il film ha avuto la sua prima al Locarno Film Festival nell'agosto 2021.
Successivamente, la pellicola ha esordito nelle sale cinematografiche statunitensi il 22 luglio 2022.

## Accoglienza

### Critica
Il film è stato accolto positivamente dalla critica. L'aggregatore di recensioni Rotten Tomatoes riporta l'86% di critiche positive, con un punteggio medio di 6,8 basato su 66 recensioni.

## Riconoscimenti
- 2021 - British Independent Film Awards
  - Candidatura per il miglior produttore rivelazione per Jessica Malik
- 2021 - Locarno Film Festival
  - Miglior opera prima a Charlotte Colbert
- 2022 - Festival internazionale del film fantastico di Gérardmer
  - Candidatura al Gran Premio